# Rue Robespierre (Bobigny)
Pour les articles homonymes, voir Rue Robespierre.
La rue Robespierre, est une voie de communication de Bobigny,.

## Situation et accès
L'extrémité nord de cette rue est une impasse menant au collège Jacques-Jorissen, sur le territoire de Drancy.

## Origine du nom
Elle rend honneur à Maximilien Marie Isidore de Robespierre avocat et un homme politique français (1758-1794).

## Historique
La partie sud de cette voie s'appelait autrefois rue de la Renaissance.

## Bâtiments remarquables et lieux de mémoire
- Église Notre-Dame-du-Bon-Secours de Bobigny.
- Cité de l'Abreuvoir, cité d’habitat social réalisée par l’architecte Emile Aillaud de 1956 à 1958[4].